# 全体的に大好きです。
「全体的に大好きです。」（ぜんたいてきにだいすきです。）は、シェキドルの3枚目のインディーズシングル。2001年6月27日発売。

## 概要
テレビ朝日系アニメ『クレヨンしんちゃん』の12代目のエンディングテーマ（2001年6月1日から2002年9月28日〈スペシャル〉の放送分まで）として起用された。
権利関係の影響で再放送（アンコールF枠とCS放送テレ朝チャンネル）では、長年にわたってこの曲が使用されなかったが（ママとのお約束条項または新作映画告知と新作アニメ予告に差し替えか、エンディングテーマ自体カット）、2022年2月11日に先述のテレ朝チャンネルで放送された特番「クレヨンしんちゃん 30周年記念特番 ぶっ続け!13時間主題歌メドレー　オラと歌えば～」にて久々に放送が行われ、CSという形態で放送が20年ぶりに解禁された。
2022年7月9日の放送ではテレビアニメ30周年を記念してエンディングで使用された。
また、テレビ東京系『アイドルをさがせ!』でもエンディングテーマとして使用された。

## 収録曲
全作曲：つんく
1. 全体的に大好きです。
作詞：つんく　編曲：高橋諭一&つんく
2. 恋は猛暑!
作詞：新堂敦士　編曲：高橋諭一
3. 全体的に大好きです。(Instrumental)